# Kolderveen
Kolderveen est un village néerlandais de la commune de Meppel, situé dans la province de Drenthe. Le 1er janvier 2020, la population s'élevait à 250 habitants.

## Géographie
Le village est situé à l'extrémité sud-ouest de la province de Drenthe, en limite avec l'Overijssel, juste au nord de Meppel.

## Histoire
Il faisait partie de la commune de Nijeveen avant 1998, date à laquelle il a été rattaché à Meppel.